# Józef Krukowski
Józef Krukowski (ur. 4 stycznia 1936 w Sułowcu) – ksiądz katolicki, teolog, kanonista, profesor zwyczajny, pierwszy dziekan reaktywowanego Wydziału Prawa Kanonicznego i Świeckiego na Katolickim Uniwersytecie Lubelskim. Specjalista z zakresu kanonicznego prawa małżeńskiego, stosunków Państwo-Kościół, prawa konkordatowego i prawa wyznaniowego. Wieloletni wykładowca KUL i UKSW.

## Życiorys
Edukację podstawową odbył w 1949 w Radecznicy. W 1953 ukończył Liceum Biskupie w Lublinie i wstąpił do Wyższego Seminarium Duchownego w Lublinie. Otrzymał święcenia kapłańskie. Na Wydziale Teologii Katolickiego Uniwersytetu Lubelskiego uzyskał w 1959 tytuł magistra teologii. W 1964 na Wydziale Prawa Kanonicznego KUL otrzymał tytuł magistra i licencjata prawa kanonicznego. Został zatrudniony na tym wydziale. W 1968 uzyskał tam stopień naukowy doktora prawa kanonicznego na podstawie napisanej pod kierunkiem Józefa Rybczyka rozprawy pt. Wpływ bojaźni z szacunku na ważność umowy małżeńskiej. W 1973 na tym samym wydziale na podstawie dorobku naukowego oraz rozprawy pt. Wpływ intencji sprawcy bojaźni na wartość umowy małżeńskiej w prawie kanonicznym nadano mu stopień naukowy doktora habilitowanego prawa kanonicznego. W 1974 został docentem, w 1978 profesorem nadzwyczajnym, a w 1985 nadano mu tytuł profesora zwyczajnego nauk prawnych.
Według informacji podanej przez tygodnik „Gość Niedzielny”, w latach 1969–1989 był tajnym współpracownikiem Służby Bezpieczeństwa z pseudonimem „Ignacy Zawadzki”.
W latach 1990–1993 był członkiem Centralnej Komisji do Spraw Stopni i Tytułów.
Członek Papieskiej Rady ds. Interpretacji Tekstów Prawnych. Prezes Stowarzyszenia Kanonistów Polskich. Współtwórca przepisów z zakresu prawa wyznaniowego w Konstytucji Rzeczypospolitej Polskiej z 2 kwietnia 1997 roku. Członek Rady Programowej Polskiego Towarzystwa Prawa Wyznaniowego oraz Rady Naukowej czasopisma Przegląd Prawa Wyznaniowego.

## Odznaczenia
9 sierpnia 2000 został odznaczony Krzyżem Kawalerskim Orderu Odrodzenia Polski, a 18 października 2009 Złotym Medalem za Długoletnią Służbę.
16 maja 2012 otrzymał Nagrodę im. Księdza Idziego Radziszewskiego Towarzystwa Naukowego KUL za rok 2011.
W 2019 otrzymał Nagrodę im. Stefana Kardynała Wyszyńskiego Prymasa Tysiąclecia – za rok 2018.

## Wybrane publikacje
- Konkordaty współczesne. Doktryna, teksty (1964-1994) (1995)
- Administracja w Kościele. Zarys kościelnego prawa administracyjnego (1985)
- Konkordat polski. Znaczenie i realizacja
- Kościół i państwo. Podstawy relacji prawnych
- Kościół w życiu publicznym
- Polskie prawo wyznaniowe
- Sprawiedliwość administracyjna w Kościele (zarys problematyki)
- Wpływ intencji sprawcy bojaźni na wartość umowy małżeńskiej w prawie kanonicznym (studium prawno-kanoniczne) (1976)
- Wstęp do nauki o państwie i prawie
- Religia i etyka w edukacji publicznej (redaktor naukowy wspólnie z Pawłem Sobczykiem i Michałem Poniatowskim), Warszawa 2014 ISBN 978-83-64181-46-7.
- Katolickie zasady relacji państwo-Kościół a prawo polskie (red. nauk. wspólnie z Mirosławem Sitarzem i Henrykiem Stawniakiem), Towarzystwo Naukowe KUL, Lublin 2015